# Langues ogoni
Cet article concerne les langues ogoni. Pour le peuple ogoni, voir Ogoni (peuple).
Les langues ogoni, ou langues kegboïdes, sont des langues parlées par les Ogonis de l’État de Rivers au Nigeria. Elles sont regroupées en deux groupes distincts de langues intelligibles entre elles, cependant les Ogonis les considèrent comme des langues séparées.
Les langues ogoni orientales sont le khana et le tèè, comptant près de 250 000 locuteurs, et le gokana avec environ 125 000 locuteurs.
Les langues ogoni occidentales sont l’eleme, avec 70 000 locuteurs, et le baan (en) avec 7000 locuteurs.